# Edmund Scholz
Edmund Scholz (ur. 10 sierpnia 1835 w Łężycach, zm. 2 listopada 1920 w Gorzanowie) – niemiecki duchowny katolicki, wielki dziekan kłodzki od 1909, wikariusz arcybiskupi dla wiernych hrabstwa kłodzkiego w latach 1909–1920 i wikariusz generalny archidiecezji praskiej w Prusach od 1920 r.

## Życiorys
Po otrzymaniu świadectwa dojrzałości podjął studia teologiczne na Śląskim Uniwersytecie im. Fryderyka Wilhelma we Wrocławiu. Święcenia kapłańskie przyjął w 1859 r.
Skierowany został do pracy duszpasterskiej w Bystrzycy Kłodzkiej, gdzie pełnił funkcję prefekta szkolnego w seminarium nauczycielskim. Był jednym z inicjatorów wydawania kwartalnika historycznego „Vierteljährschrift für Geschichte und Heimatkunde der Grafschaft Glatz” razem z Franzem Volkmerem i Wilhelmem Hohausem.
W 1886 został nominowany przez ks. Hoffmanna proboszczem gorzanowskim. W 1909 w rocznicę 50-lecia święceń kapłańskich Wydział Teologii Katolickiej Uniwersytetu Wrocławskiego nadał mu tytuł doktora honoris causa. W 1910 mianowano go wielkim dziekanem kłodzkim i wikariuszem arcybiskupa praskiego dla wiernych hrabstwa kłodzkiego. Po powołaniu w ramach archidiecezji praskiej generalnego wikariatu kłodzkiego w 1920 został wikariuszem generalnym z prawem noszenia pektorału, infuły i pastorału oraz z prawem uczestniczenia w fuldajskiej konferencji biskupów.
Z okazji swojego jubileuszu posługi kapłańskiej za wkład w historiografię ziemi kłodzkiej, otrzymał doktorat honoris causa Wydziału Teologii Katolickiej Uniwersytetu Wrocławskiego.
Zmarł nagle w 1920 i został pochowany w Gorzanowie, gdzie na cmentarzu przykościelnym zachował się jego grób.